# Walter Geering
Pour les articles homonymes, voir Geering.
Walter Theodor Geering, né le 8 novembre 1890 à Berne et mort en 1976, est un juriste suisse.

## Biographie
Geering fit son doctorat en 1914 à l’Université de Bâle. Il fut greffier du Tribunal fédéral suisse et publia des ouvrages sur le droit fiscal.